# Catedral de la Natividad (Tiráspol)
La catedral de la Natividad (en rumano: Catedrala Nașterii Domnului din Tiraspol; en ruso: Собор Рождества Христова) es la iglesia más grande de Tiráspol, capital de Transnistria, una república independiente de facto de Moldavia. Se trata de una Iglesia ortodoxa rusa completada en 1999 para servir como la iglesia madre de la diócesis ortodoxa cristiana de Tiráspol.
Las celebraciones que marcaron la finalización de la catedral incluyeron, entre otras cosas, la emisión de una serie de sellos postales que muestran la iglesia (como los sellos emitidos en Transnistria para la Navidad de 1999). En 2001, además la imagen de la catedral fue exhibida en las monedas principales con una serie conmemorativa en oro y monedas de plata con templos ortodoxos de Transnistria.